# سومین جنگ ایران و ترکان
سومین جنگ ایران و ترکان سومین و آخرین درگیری بین شاهنشاهی ساسانی و خاقانات ترک غربی بود. برخلاف دو جنگ قبلی، این جنگ در آسیای مرکزی رخ نداد، بلکه در قفقاز جنوبی صورت گرفت. درگیری‌ها در سال ۶۲۷ میلادی توسط تون جبغو خان از خاقانات ترک غربی و هراکلیوس از امپراتوری بیزانس آغاز شد. در مقابل آنها، ایرانیان ساسانی، متحد با آوارها قرار داشتند. این جنگ در پس‌زمینه آخرین جنگ ایران و روم رخ داد و به عنوان مقدمه‌ای برای رویدادهای چشمگیری عمل کرد که توازن قدرت در خاورمیانه را برای قرن‌ها تغییر داد (نبرد نینوا (۶۲۷)، فتح ایران توسط مسلمانان).

## پیش‌زمینه
پس از اولین محاصره قسطنطنیه توسط آوارها و ایرانیان، هراکلیوس خود را از نظر سیاسی منزوی یافت. او نمی‌توانست به اشراف ارمنی مسیحی قفقاز جنوبی تکیه کند، زیرا آن‌ها توسط کلیسای ارتدکس بدعت‌گذار تلقی می‌شدند، و حتی پادشاه ایبری ترجیح می‌داد با ایرانیان از نظر مذهبی مدارا کند. در برابر این پس‌زمینه ناامیدکننده، او تون جبغو خان را به عنوان تنها کسی که می‌تواند با او متحد شود دید. پیش‌تر در سال ۵۶۸، ترکان تحت رهبری ایستمی زمانی که روابطشان با ایران بر سر مسائل تجاری تیره شد، به بیزانس روی آوردند. ایستمی هیئتی به رهبری دیپلمات سغدی مانیا را مستقیماً به قسطنطنیه فرستاد که در سال ۵۶۸ وارد قسطنطنیه شد و نه تنها ابریشم را به عنوان هدیه به ژوستین دوم پیشنهاد کرد، بلکه پیشنهادی برای اتحاد علیه ایران ساسانی ارائه کرد. ژوستین دوم موافقت کرد و هیئتی را به خاقانات ترک فرستاد و تجارت مستقیم ابریشم چینی مورد نظر سغدی‌ها را تضمین کرد.
در سال ۶۲۵، هراکلیوس فرستاده خود، به نام اندرو را به استپ‌ها اعزام کرد، که به خاقان «ثروت‌های سرسام‌آور» در ازای کمک نظامی وعده داد. خاقان به نوبه خود، مشتاق تضمین تجارت چینی‌ها و بیزانسی‌ها در امتداد جاده ابریشم بود که پس از دومین جنگ ایران و ترکان توسط ایرانیان مختل شده بود. او به امپراتور خبر داد که «من از دشمنان شما انتقام خواهم گرفت و با نیروهای دلاورم به کمک شما خواهم آمد». یک واحد متشکل از ۱۰۰۰ سوارکار از طریق قفقاز جنوبی ایران جنگیدند و پیام خاقان را به اردوگاه بیزانس در آناتولی رساندند.

## دربند

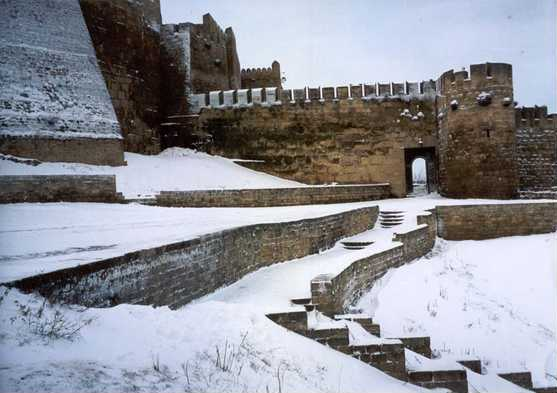
قلعه ساسانی در دربند.

در اوایل سال ۶۲۷، گوک‌ترک‌ها و متحدان خزری‌شان به دروازه‌های کاسپین در دربند نزدیک شدند. این دژ تازه ساخته شده تنها دروازه به سرزمین حاصلخیز اران (آذربایجان امروزی) بود. لو گومیلیف بیان می‌کند که شبه‌نظامیان سبک مسلح ارانی حریف انبوه سواره‌نظام سنگین به رهبری تون جبغو نبودند. نیروهای او به دربند حمله کردند و اران را غارت کردند. سقوط و غارت دربند توسط مورخ ارمنی موسس کاغانکاتواتسی که گمان می‌رود شاهد عینی این رویداد بوده است، با جزئیات شرح داده شده است:
با ورود بلایای همه‌قدرت (خشم جهانی) که با ما روبرو شد، مهاجمان [ترکان]، مانند امواج خروشان دریا، به دیوارها برخورد کردند و آنها را تا پایه‌هایشان ویران کردند. [در پرتاو]، با دیدن خطر وحشتناک از انبوه زشت، پست، پهن صورت، بدون مژه و با موهای بلند روان مانند زنان، که بر آنها فرود آمد، وحشت بزرگی (لرزه) ساکنان را فرا گرفت. وقتی کمانداران دقیق و قوی [خزر] را دیدند که تیرهایشان مانند تگرگ‌های سنگین بر سرشان بارید، و چگونه آنها [خزرها] مانند گرگ‌های گرسنه‌ای که تمام شرم را از دست داده بودند، بر سرشان افتادند و بی‌رحمانه آنها را در خیابان‌ها و میدان‌های شهر سلاخی کردند، وحشتشان بیشتر شد.
چشمانشان نه برای زیبا، نه خوش‌تیپ، نه مردان و زنان جوان رحم نداشت؛ حتی افراد ناتوان، بی‌ضرر، لنگ و پیر را هم در امان نگذاشتند؛ آنها هیچ ترحمی (همدردی، پشیمانی) نداشتند و قلبشان در دیدن نوزادانی که مادران مقتول خود را در آغوش می‌گرفتند، منقبض نشد؛ برعکس، آنها مانند شیر، خون را از سینه‌هایشان می‌مکیدند.

سقوط قلعه‌ای که نفوذناپذیر تلقی می‌شد، وحشت را در سراسر کشور برانگیخت. نیروهای ارانی به پایتخت خود، پارتاو عقب‌نشینی کردند و از آنجا به سمت کوه‌های قفقاز حرکت کردند. گوک‌ترک‌ها و خزرها آنها را در نزدیکی روستای کالانکاتویوک تعقیب کردند، جایی که آنها یا کشته شدند یا اسیر شدند. فاتحان مالیات‌ سنگینی را بر اران تحمیل کردند، همان‌طور که موسس گزارش می‌دهد:
خداوند شمال در سراسر کشور ویرانی به بار آورد. او نگهبانان خود را فرستاد تا با صنعتگران از هر نوع، به ویژه کسانی که در شستشوی طلا، استخراج نقره و آهن و همچنین ساخت اقلام مسی مهارت داشتند، سر و کار داشته باشند. او علاوه بر دِیدراخما که به‌طور سنتی توسط مقامات ایرانی وضع می‌شد، بر ماهیگیران و کالاهای رودخانه‌های بزرگ کورا و ارس عوارض وضع کرد.

## محاصره تفلیس

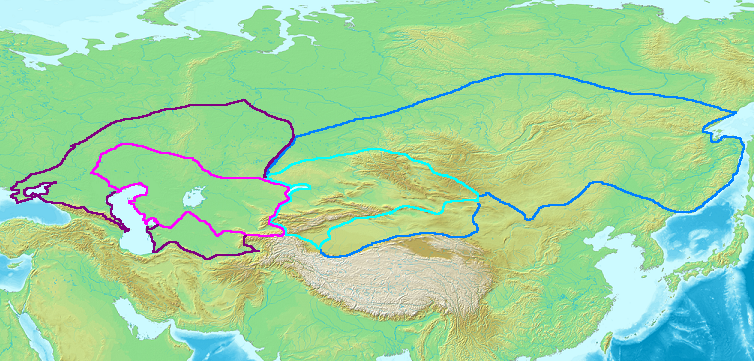
خاقانات گوک‌ترک در اوج خود، حدود ۶۰۰ میلادی:
گوک‌ترک غربی: منطقه روشن‌تر حکومت اصلی است، مناطق تیره‌تر حوزه نفوذ را نشان می‌دهد.
گوک‌ترک شرقی: منطقه روشن‌تر حکومت اصلی است، مناطق تیره‌تر حوزه نفوذ را نشان می‌دهد.

هدف بعدی تهاجم ترک-بیزانس، پادشاهی ایبری بود که حاکم آن استفن یکم خراج‌گزار خسرو پرویز بود. به قول موسس کاغانکاتواتسی، خزرها «شهر تجاری معروف، بزرگ و عیاش تفلیس حمله و آن در محاصره قرار دادند»، که در آنجا امپراتور هراکلیوس با ارتش قدرتمند خود به آنها پیوست.
هراکلیوس و تون جبغو (در منابع بیزانسی زییبل نامیده می‌شود) در زیر دیوارهای ناریقالا با هم ملاقات کردند. یابغو به سمت امپراتور حرکت کرد، شانه‌اش را بوسید و تعظیم کرد. در عوض، هراکلیوس حاکم بربر را در آغوش گرفت، او را پسر خود خواند و او را با دیهیم خود تاج‌گذاری کرد. در طول ضیافت متعاقب، رهبران خزر هدایای فراوانی به شکل گوشواره و لباس دریافت کردند، همچنین دختر امپراتور، اودوکسیا اپیفانیا به جبغو وعده داده شد.
محاصره بدون پیشرفت چندانی ادامه یافت و با حملات مکرر از سوی محاصره‌شدگان همراه بود؛ یکی از این حملات جان پادشاهشان را گرفت. پس از دو ماه، خزرها به استپ عقب‌نشینی کردند و قول دادند تا پاییز بازگردند. تون جبغو، بوری شاد که پسر یا برادرزاده‌اش بود را مسئول چهل هزار نفری باقی‌مانده کرد که قرار بود در طول محاصره به هراکلیوس کمک کنند. طولی نکشید که اینها نیز رفتند و بیزانسی‌ها را برای ادامه محاصره به تنهایی رها کردند و باعث تمسخر محاصره‌شدگان شدند.
هنگامی که گرجی‌ها با طعنه به امپراتور با عنوان «بز» اشاره کردند، با اشاره به ازدواج محارم او، هراکلیوس قطعه‌ای از کتاب دانیال را در مورد قوچ دو شاخ که توسط بز تک شاخ سرنگون شد، به یاد آورد. او این را به عنوان نشانه‌ای خوب تعبیر کرد و به سمت جنوب علیه ایران حمله کرد. در ۱۲ دسامبر ۶۲۷ او در ساحل دجله ظاهر شد و در نزدیکی ویرانه‌های نینوا با نیروهای ایرانی درگیر شد. در ژانویه او حومه پایتخت ایران تیسفون را غارت کرد و نشان دهنده تغییری اساسی در روابط ایران و بیزانس بود.

## نتیجه
پس از پیروزی هراکلیوس، تون جبغو شتابزده محاصره تفلیس را از سر گرفت و با موفقیت در زمستان به شهر حمله کرد. موسس روایت می‌کند: «با شمشیرهای برافراشته خود، به دیوارها پیشروی کردند و این انبوه، با بالا رفتن از شانه‌های یکدیگر، از دیوارها بالا رفتند. سایه‌ای سیاه بر شهروندان غمگین افتاد؛ آنها شکست خوردند و جایگاه خود را از دست دادند.» اگرچه گرجی‌ها بدون مقاومت بیشتر تسلیم شدند، اما شهر غارت شد و شهروندان آن قتل‌عام شدند. فرماندار ایرانی و شاهزاده گرجی در حضور تون جبغو شکنجه شدند تا بمیرند.
گوک‌ترک‌ها که به دلیل تخصص خود در نبرد تن به تن مشهور بودند، هرگز در فنون محاصره برتری نداشتند. به همین دلیل گومیلیف فتح تفلیس را به خزرها نسبت می‌دهد. دلایل خوبی وجود دارد که باور کنیم این موفقیت تون جبغو را به طرح‌های بزرگتر تشویق کرد. این بار او قصد داشت اران را به خاقانات خود ضمیمه کند، نه اینکه یک کارزار غارت معمول را به راه بیندازد. قبل از بازگشت به سوی‌آب، او به بوری شاد و ژنرال‌هایش دستور داد که «جان حاکمان و اشراف آن سرزمین را حفظ کنند، تا جایی که آنها به استقبال پسرم می‌آیند، تسلیم حکومت من می‌شوند، شهرها، قلعه‌ها و تجارت خود را به نیروهای من واگذار می‌کنند».
این کلمات نشان می‌دهد که تون جبغو مشتاق بود کنترل غربی‌ترین بخش جاده ابریشم را حفظ کند، زیرا او کنترل بخش‌های دیگر آن را تا شرق به چین محکم کرد. در آوریل ۶۳۰ بوری شاد مصمم شد کنترل خود را بر قفقاز جنوبی گسترش دهد و ژنرال خود، چورپان تارخان را با تنها ۳۰٬۰۰۰ سوار برای حمله به ارمنستان فرستاد. چورپان تارخان با استفاده از ترفند مشخص جنگجویان کوچ‌نشین، به یک نیروی ۱۰٬۰۰۰ نفری ایرانی که توسط شهربراز برای مقابله با حمله اعزام شده بود، کمین زد و آن را نابود کرد.